# Luis Aragonés
José Luis Aragonés Suárez (28. července 1938 Madrid – 1. února 2014 Madrid) byl španělský fotbalista a trenér. Jako trenér dovedl Španělsko k titulu mistrů Evropy 2008.
Jako hráč byl spojený hlavně s Atléticem Madrid, se kterým se třikrát stal vítězem španělské ligy a se 173 góly drží post nejlepšího kanonýra historie klubu. Jedenáctkrát reprezentoval Španělsko a v národním dresu dal tři góly.
Hned po ukončení kariéry hráče se stal trenérem Atlética, dovedl ho mj. k titulu mistrů Španělska v roce 1977 a k vítězství v Interkontinentálním poháru 1974. Trénoval i Barcelonu, která v jediné sezóně pod jeho vedením získala španělský pohár, a další španělské kluby. V letech 2004 až 2008 trénoval španělskou fotbalovou reprezentaci, s kterou získal titul na Mistrovství Evropy 2008, první velký titul pro svou zemi od roku 1964. Španělsko na tento úspěch navázalo i po jeho odchodu z lavičky, když ovládlo další dva velké turnaje, mistrovství světa 2010 a Euro 2012.
Jeho posledním působištěm bylo po skončení angažmá u reprezentace na Euru 2008 turecké Fenerbahçe.
Zemřel 1. února 2014 na leukemii ve věku 75 let.

## Trenérská kariéra

### Španělská reprezentace
Španělská federace jej jmenovala trenérem v červenci roku 2004.
Aragonés začal provádět generační obměnu,
během níž již nereprezentoval Fernando Hierro, etabloval se naopak útočník Fernando Torres se sedmi kvalifikačními góly. Totéž platilo o záložníkovi Xavim, který odehrál všech deset kvalifikačních zápasů.
V kvalifikační skupině obsadilo Španělsko druhé místo za Srbskem a Černou Horou, v deseti zápasech pětkrát vyhrálo a pětkrát remizovalo.
V baráži proti Slovensku španělští hráči uspěli a po souhrnném výsledku 6:2 postoupili.
V polovině května roku 2006 oznámil závěrečnou nominaci na Mistrovství světa čítající 23 jmen, v níž chyběl například útočník Fernando Morientes. Zahrnul ovšem mladé záložníky 19letého Cesce Fàbregase a 18letého Andrése Iniestu, důraz v záloze měl obstarat Marcos Senna.
Jeho cílem mělo být dosažení kýženého úspěchu, který se Španělům vyhýbal, jejich nejlepším umístěním na světovém šampionátu bylo čtvrté místo v roce 1950. O to měl usilovat tým, jehož osu tvořili 25letý brankář Iker Casillas, střední obránce Carles Puyol, záložníci Xavi a Xabi Alonso a dvojice útočníků – 28letý Raúl a 21letý Fernando Torres.
Aragonés plánoval střídavě využívat rozestavení 4–3–3 a 4–2–3–1.
Na úvod Mistrovství světa 2006 pořádaného Německem přehráli Aragonésovi svěřenci Ukrajinu 4:0. Před Raúlem dostali v útoku přednost Luis García a David Villa, kteří doplnili Torrese.
Proti Tunisku Španělé v prvním poločase prohrávali 0:1, načež Aragonés stáhl záložníka Sennu a útočníka Luise Garcíu a vystřídal je Fàbregasem a Raúlem. Právě Fàbregas srovnal 20 minut před koncem na 1:1, o další dva góly se postaral Torres. Vítězství 3:1 dalo Španělsku jistotu postupu do osmifinále.
Do třetího zápasu nasadil Aragonés kompletně obměněnou jedenáctku, která porazila 1:0 Saúdskou Arábii díky gólu Juanita.
Proti Francii proměnil v úvodu penaltu Villa, ale soupeř o několik minut později srovnal na 1:1. Španělsko se prezentovalo trpělivou kombinační hrou, ale uspěla přímá hra Francouzů, kteří v závěru vstřelili dva góly, vyhráli tak 3:1 a ukončili španělskou sérii 25 zápasů bez porážky trvající od Eura 2004.
Po vyřazení prodloužil smlouvu o další dva roky a zahájil kvalifikační tažení na Mistrovství Evropy 2008, které se mělo konat v Rakousku a Švýcarsku.
Po úvodní výhře nad Lichtenštejnskem následovaly porážky se Severním Irskem (2:3) a Švédskem (0:2). Aragonés již opomíjel útočníka Raúla a i křídelníka Joaquína, důvěru nadále vkládal ve Fernanda Torrese a Davida Villu.
Od pátého místa ve skupině se ovšem Španělsko odrazilo, v dalších sedmi zápasech šestkrát vyhrálo a jednou remizovalo a před zápasem se Švédskem mělo jistotu účasti na Euru na dosah.
Výhodu domácí půdy Španělé využili a vyhráli 3:0 a v závěrečném zápase si podrželi první místo díky výhře 1:0 proti Severnímu Irsku.
Reprezentace se na Euro probojovala počtvrté za sebou.
V polovině května roku 2008 nominoval 23 fotbalistů, mezi nimiž byli nováčci Santi Cazorla nebo útočník Sergio García. Pozvánku obdržel nejlepší střelec španělské ligy Daniel Güiza, oproti tomu historicky nejlepšímu střelci reprezentace Raúlovi pozvání nepřinesla ani zlepšená střelecká forma.

#### Euro 2008
Španělsko mířilo na Euro 2008 v roli jednoho z favoritů, tuto roli však mělo i na předchozích turnajích. Reprezentace předtím vyhrála jen Euro 1964 a obvykle tak zůstala za očekáváním. Přednost dostaly mladé naděje. Na webu Goal.com byli tipováni na vyřazení v play-off, naopak turnajový průvodce na BBC Sport je označil za vítěze.
Aragonésovi svěřenci vyzráli 10. června na Rusko po výhře 4:1 a na úvod skupiny „D“ si připsali tři body. Madridský rodák zvolil vyváženou zálohu s tvořivým Xavim krytým defenzivně laděným Marcosem Sennou. Útočný tandem Fernando Torres a třígólový David Villa se rozdělil po necelé hodině, kdy Aragonés vyslal do hry Cesca Fàbregase namísto Torrese a mladý záložník vstřelil závěrečný gól. Totožná sestava čelila 14. června Švédsku a došla si v nastavení pro výhru 2:1, kvůli zranění ovšem musel po necelé půlhodině hry střídat obránce Carles Puyol. Proti obhajujícímu Řecku 18. června vsadil Aragonés vzhledem k již jistému postupu na další hráče výběru. Španělé otočili výsledek 0:1 na 2:1 a opanovali skupinu devítibodovým ziskem.
Bezgólové čtvrtfinále s mistry světa z Itálie 22. června vyústilo v prodloužení a následně penaltový rozstřel, v němž Španělé nenavázali na tři předchozí čtvrtfinálová selhání v rozstřelu a po výsledku 4:2 postoupili po 24 letech do semifinále. Výhra 3:0 nad Ruskem posunula španělský výběr do prvního evropského finále od roku 1984. Finálovým soupeřem se 29. června stalo Německo, které jediným gólem zápasu překonal Španěl Torres.